# Liste der Flugplätze in Kuwait
Dies ist eine Liste der Flugplätze in Kuwait geordnet nach Orten.
| Ort               | ICAO             | IATA             | cName des Flugplatzes                           | Koordinaten                  | Start- und Landebahn                                |
| Zivile Flughäfen  | Zivile Flughäfen | Zivile Flughäfen | Zivile Flughäfen                                | Zivile Flughäfen             | Zivile Flughäfen                                    |
| ----------------- | ---------------- | ---------------- | ----------------------------------------------- | ---------------------------- | --------------------------------------------------- |
| Kuwait (Stadt)    | OKBK             | KWI              | Flughafen Kuwait (Kuwait International Airport) | 29° 13′ 36″ N, 47° 58′ 48″ O | 3400 m × 45 m Beton 3500 m × 45 m Asphalt           |
| Militärflugplätze |                  |                  |                                                 |                              |                                                     |
| Kuwait            | OKAJ             |                  | Ahmad al-Jaber Air Base                         | 28° 56′ 5″ N, 47° 47′ 31″ O  | 3000 m Asphalt                                      |
| Kuwait            | OKAS             |                  | Ali Al Salem Air Base                           | 29° 20′ 48″ N, 47° 31′ 14″ O | 2989 × 45 m Asphalt/Beton 2989 × 40 m Asphalt/Beton |
| Kuwait            | OKDI             |                  | Udairi Army Airfield (Camp Buehring)            | 29° 41′ 52″ N, 47° 25′ 35″ O | 1331 × 24 m Asphalt                                 |